# 乳突棘鰻鯰
乳突棘鰻鯰，為輻鰭魚綱鯰形目蝌蚪鯰科的其中一種，為熱帶淡水魚類，分布於南美洲Napo與Portuguesa河流域，體長可達1.7公分，棲息在底層水域，生活習性不明。